# Zahoroddea, Zbaraj
Zahoroddea (în ucraineană Загороддя) este un sat în așezarea urbană Vîșniveț din raionul Zbaraj, regiunea Ternopil, Ucraina.

## Demografie
Componența lingvistică a localității Zahoroddea
     Ucraineană (99,1%)
     Alte limbi (0,91%)
Conform recensământului din 2001, majoritatea populației localității Zahoroddea era vorbitoare de ucraineană (99,1%), existând în minoritate și vorbitori de alte limbi.